# Estación de Lavradio
La estación ferroviária de Lavradio, igualmente conocida como estación de Lavradio, es una plataforma de la línea del Alentejo y, hasta 1969, del ramal de Seixal, que sirve a la localidad de Lavradio, en el ayuntamiento de Barreiro, en Portugal.

## Descripción

### Vías y plataformas
En enero de 2011, contaba con tres vías de circulación, con 312, 298 y 310 metros de longitud; las plataformas tenían todas 114 metros de extensión, y 90 centímetros de altura.

### Localización y accesos
El acceso a esta plataforma se efectuaba por la avenida de la Estación, en Barreiro.

## Historia
El tramo entre Barreiro y Bombel de la Línea del Alentejo, donde esta estación se encuentra, entró en servicio el 15 de junio de 1857. El 29 de julio de 1923, el Ramal del Seixal fue inaugurado y abierto a la explotación pública, con servicios entre Lavradio y Seixal; esta conexión fue oficialmente clausurada el 27 de marzo de 1969.
En 1926, fue publicada una ordenanza, que aprobó el plan y el presupuesto para la ampliación de esta estación.